# Rothkirch

Wappen derer von Rothkirch

Rothkirch ist der Name eines alten, weitverzweigten schlesischen Adelsgeschlechts, das in den erblichen Freiherren- und Grafenstand erhoben wurde. Die Familie besteht gegenwärtig in mehreren Linien fort. 

## Geschichte

Ein Rothkirch als Bannerträger des Herzogs Heinrich des Frommen in der Mongolenschlacht bei Liegnitz am 9. April 1241. Ausschnitt aus dem Bild in der Breslauer Univ.-Handschrift von 1451

Das Geschlecht hatte seinen Stammsitz in Rothkirch bei Liegnitz. Bereits in der Mongolenschlacht bei Liegnitz am 9. April 1241 soll ein Rothkirch als Bannerträger des Herzogs Heinrich des Frommen gedient haben. Es erscheint erstmals am 8. Juli 1302 urkundlich in Liegnitz mit Woycecho von Rothkirche. Die lückenlose Stammreihe beginnt mit dem um 1428 gestorbenen Hans von Rothkirch. Dieser diente 1411 als Marschall dem Breslauer Bischof Wenzel von Liegnitz und 1413, ebenfalls als Marschall, dem Herzog Heinrich von Lüben.

### Rothkirch auf Schwengfeld
Am 18. Juli 1662 erlangte der k. k. Rittmeister und Mannrechtsbeisitzer des Fürstentums Schweidnitz-Jauer Hans Christoph von Rothkirch, auf Schwengfeld, Leutmannsdorf, Erlicht, Esdorf, Michelsdorf, Pilzen und Kreisau den böhmischen Freiherrenstand, sowie ein vermehrtes Wappen. Aus seiner Ehe mit Eva von Tschirnhaus († 24. August 1671) gingen zwei Töchter, Anna Magdalena von Rothkirch verheiratet mit Ernst Gottfried von Berge und Eva Magdalena von Rothkirch verheiratet mit Abraham Ernst von Rechberg, sowie ein Sohn, der k. k. Oberwachtmeister Hans Heinrich von Rothkirch auf Schwengfeld, Esdorf und Erlicht hervor. Aus des letzteren Ehe mit Maria Magdalena von Schkopp stammte eine Tochter. Diese Linie dürfte Anfang des 18. Jahrhunderts erloschen sein.

### Rothkirch und Trach
Johann Wenzel Freiherr von Trach adoptierte Johann Friedrich von Rothkirch. Friedrich der Große genehmigte daraufhin am 4. März 1757 die Vereinigung der Wappen und erhob gleichzeitig Johann Friedrich in den Freiherrenstand mit dem Namen von Rothkirch und Trach. Preußischer Grafenstand am 18. Oktober 1861 unter Beibehaltung des Namens an Ernst Edwin Freiherr von Rothkirch und Trach, Majoratsherr auf Panthenau. Preußischer Grafenstand am 15. November 1861 für Leopold Freiherr von Rothkirch und Trach, auf Bärsdorf, mit dem Namen Graf von Rothkirch, Freiherr v. Trach. Zwei Angehörige des Geschlechts waren nichterbliche Mitglieder des Preußischen Herrenhauses.

## Besitzungen
Der Stammsitz Rothkirch bei Liegnitz ging bereits im 14. Jahrhundert aus der Familie, wurde aber 1776 wieder zurückgekauft und blieb bis 1945 im Besitz. Das anstelle der alten Burg erbaute frühklassizistische Schloss ist erhalten. Die 1662 in den Freiherrenstand erhobene Linie bei Schweidnitz besaß u. a. die Güter: Schwengfeld, Leutmannsdorf, Erlicht, Esdorf, Michelsdorf, Pilzen und Kreisau. Die Majorate Schloss Panthenau und Majorat Bärsdorf gehörten den Grafen Rothkirch-Trach. 
Das Gut Hönigsdorf und das Majorat Schottgau sowie Schloss Tepliwoda gehörten den Rothkirch-Panthen. Zu den Besitzen zählten ferner zeitweise Dame und Wanten bei Liegnitz, Romnitz, Rogau, Schlause, Schloss Liebenau, Boberstein (heute Bobrów, Ortsteil der Gemeinde Mysłakowice), Schloss Schildau, Altenberga, Wiese.

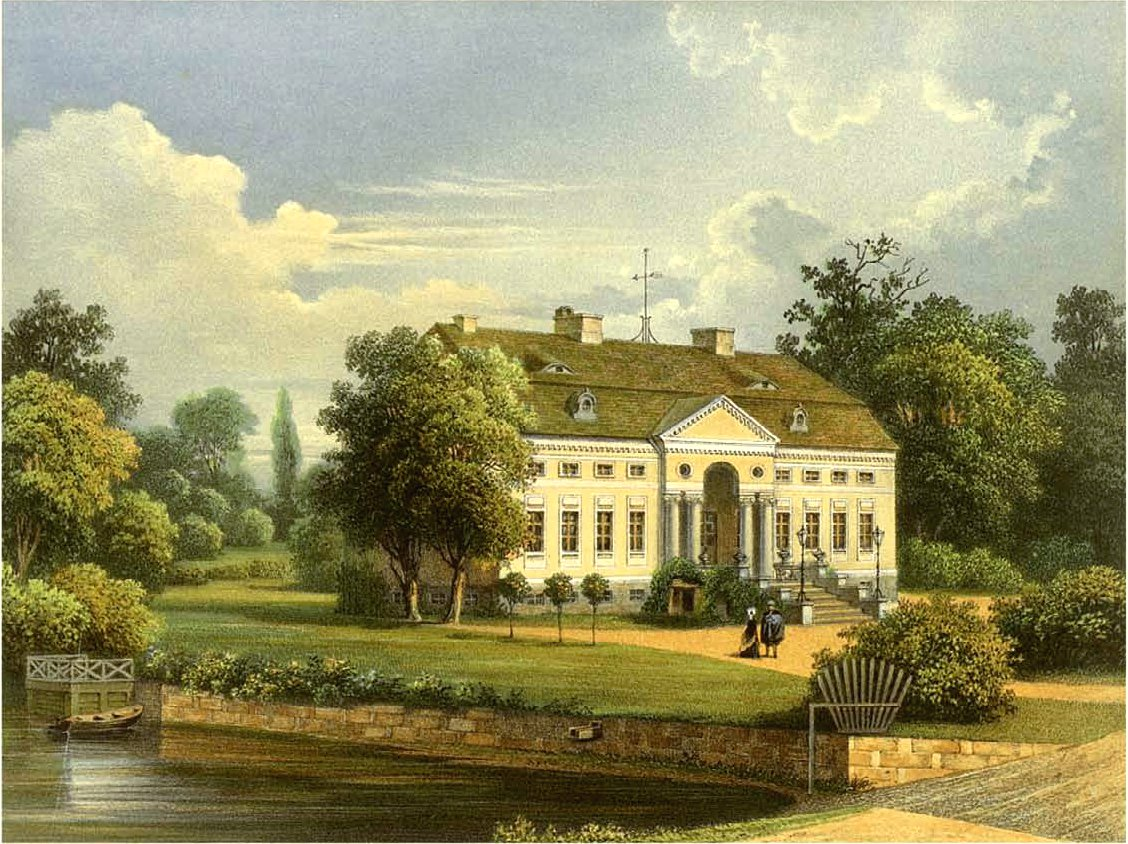
Gut Rothkirch
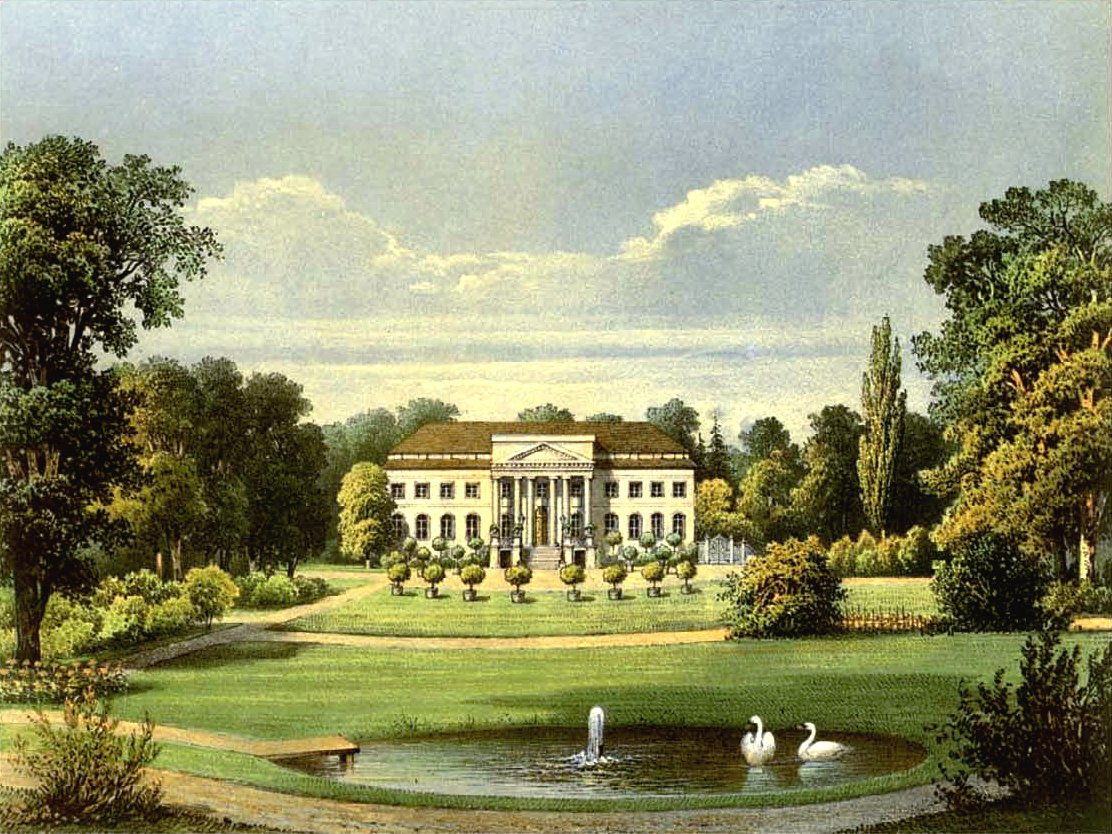
Schloss Panthenau
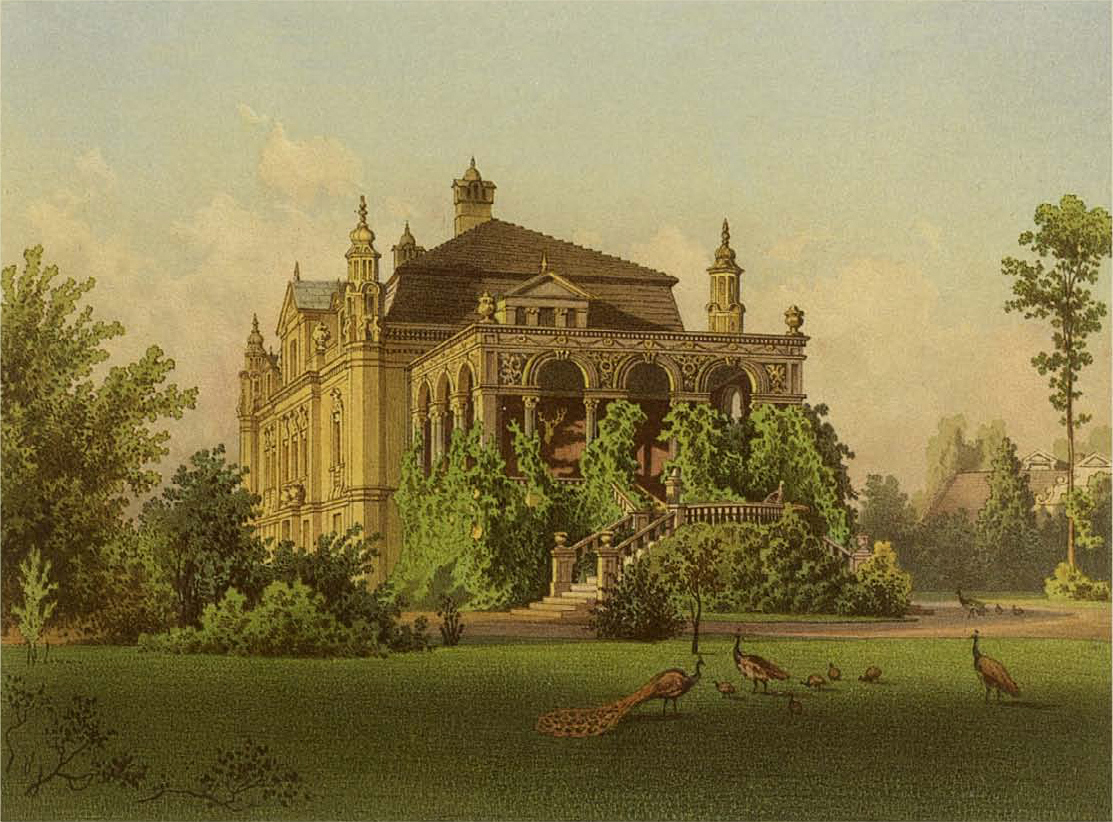
Majorat Bärsdorf
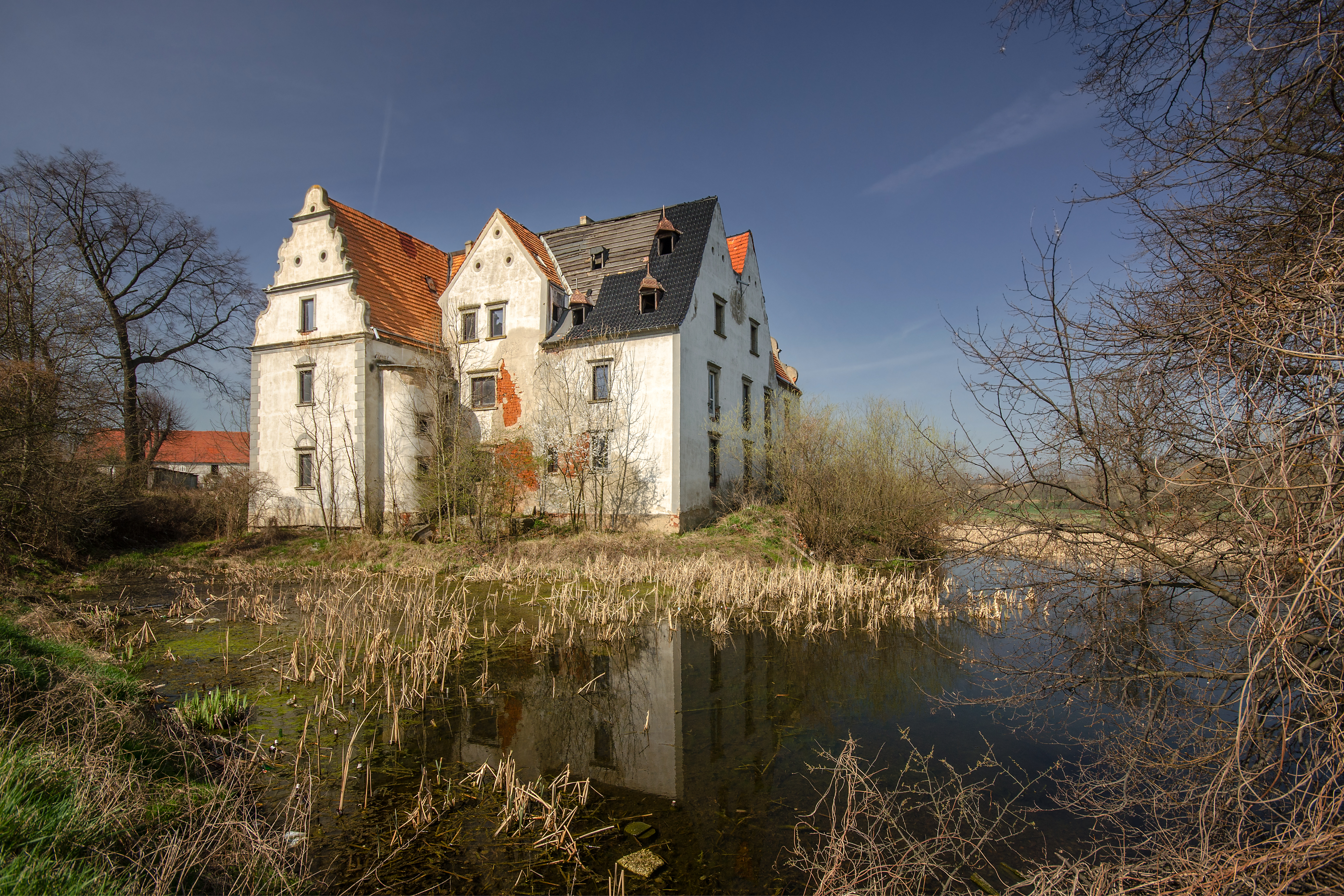
Schloss Liebenau
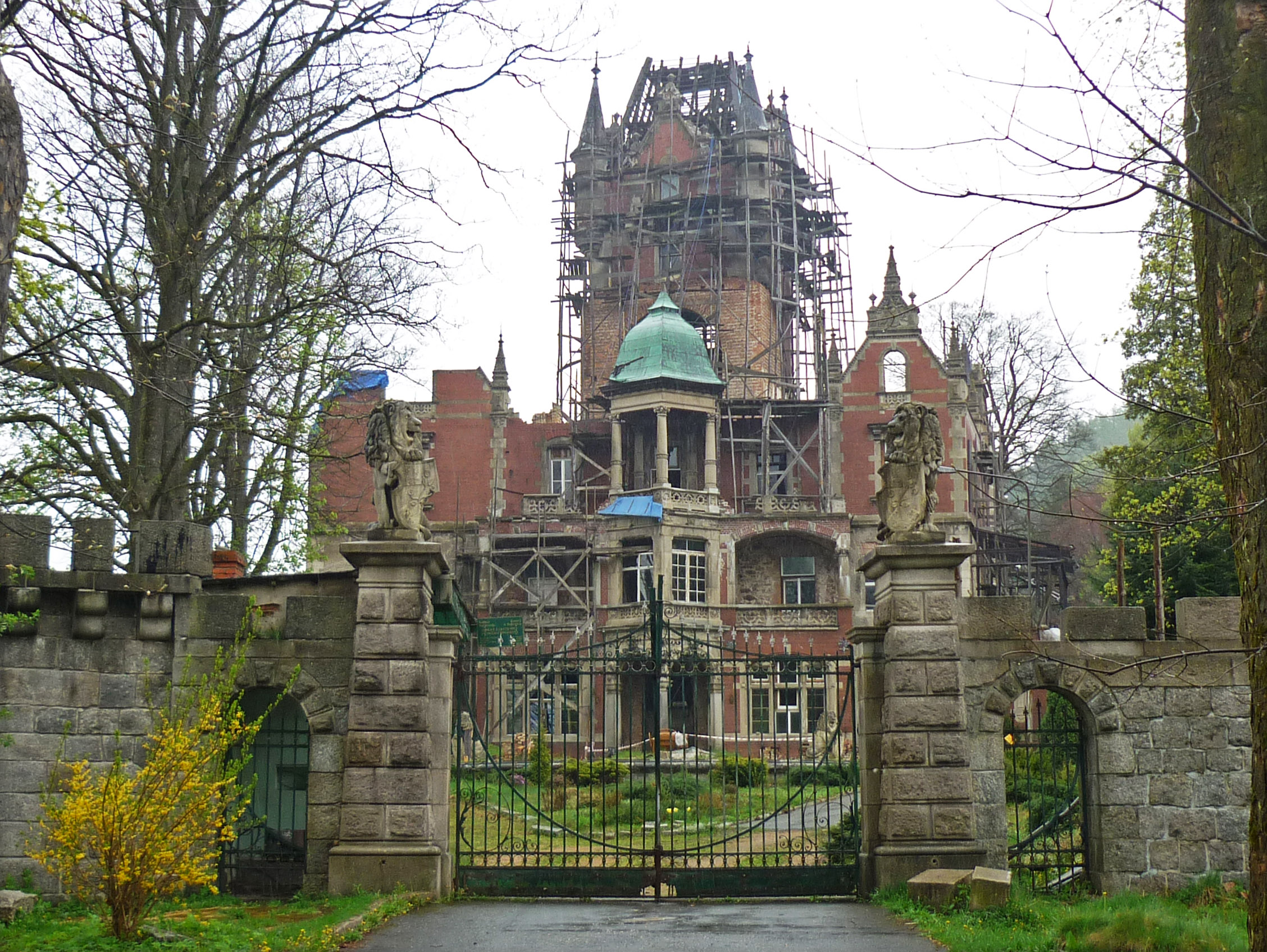
Boberstein

## Namensträger

### Linie Rothkirch
- Dorotheus Graf von Rothkirch (1834–1897), Mitglied des Preußischen Herrenhauses
- Friedrich Alexander von Rothkirch (1727–1785), königlich-preußischer Generalmajor
- Hans Christoph von Rothkirch (1717–1785), königlich-preußischer Generalleutnant, Kommandant von Stadt und Festung Neisse und Amtshauptmann von Gattersleben
- Johann Sylvius von Rothkirch (1715–1782), preußischer Generalmajor
- Leopold Graf von Rothkirch (1796–1866), Mitglied des Preußischen Herrenhauses
- Lothar Graf von Rothkirch (1874–1941), Kurator der Ritterakademie Liegnitz,[8] Senior des Geschlechts[9]
- Thilo Graf Rothkirch (1948–2014), deutscher Filmproduzent, Drehbuchautor und Regisseur

### Linie Rothkirch und Panthen
- Adalbert von Rothkirch und Panthen (1853–1923), preußischer Generalleutnant
- Anton Ferdinand von Rothkirch und Panthen (1739–1805), Weihbischof von Breslau
- Curt von Rothkirch und Panthen (1849–1926), preußischer Generalmajor
- Hans Sigismund von Rothkirch und Panthen (1722–1780), preußischer Landrat
- Hugo von Rothkirch-Panthen (1812–1868), preußischer Astronom
- Eberhard von Rothkirch (1852–1911), Vorsitzender des ersten CVJM in Deutschland
- Friedrich-Wilhelm von Rothkirch und Panthen (1884–1953), Generalleutnant
- Karl von Rothkirch-Panthen (1807–1870), Oberstlandmarschall und Statthalter Böhmens
- Leopold von Rothkirch und Panthen (1769–1839), österreichischer Feldmarschallleutnant[10]
- Leonhard von Rothkirch und Panthen (1773–1842), k. k. Feldmarschall-Lieutenant[11]
- Valerius von Rothkirch und Panthen (1832–1883), Rittergutsbesitzer und Politiker

### Linie Rothkirch und Trach
- Leopold Friedrich von Rothkirch und Trach (1837–1914), deutscher Offizier
- Ernst von Rothkirch und Trach (1861–1940), preußischer Generalleutnant
- Edwin von Rothkirch und Trach (1888–1980), deutscher General der Kavallerie während des Zweiten Weltkriegs
- Ernst Theodor von Rothkirch-Trach (1820–1892), deutscher Verwaltungsbeamter
- Leopold Graf von Rothkirch und Trach (1923–2009), deutscher Pferdesportler, Offizier und Landwirt
- Maximilian Graf von Rothkirch und Trach (1857–1938), Landrat im Landkreis Goldberg

## Wappen
Das Stammwappen zeigt in Gold drei gekrönte und rot bewehrte schwarze Adlerköpfe. Auf dem Helm mit schwarz-goldenen Decken steht ein weiterer Adlerkopf.

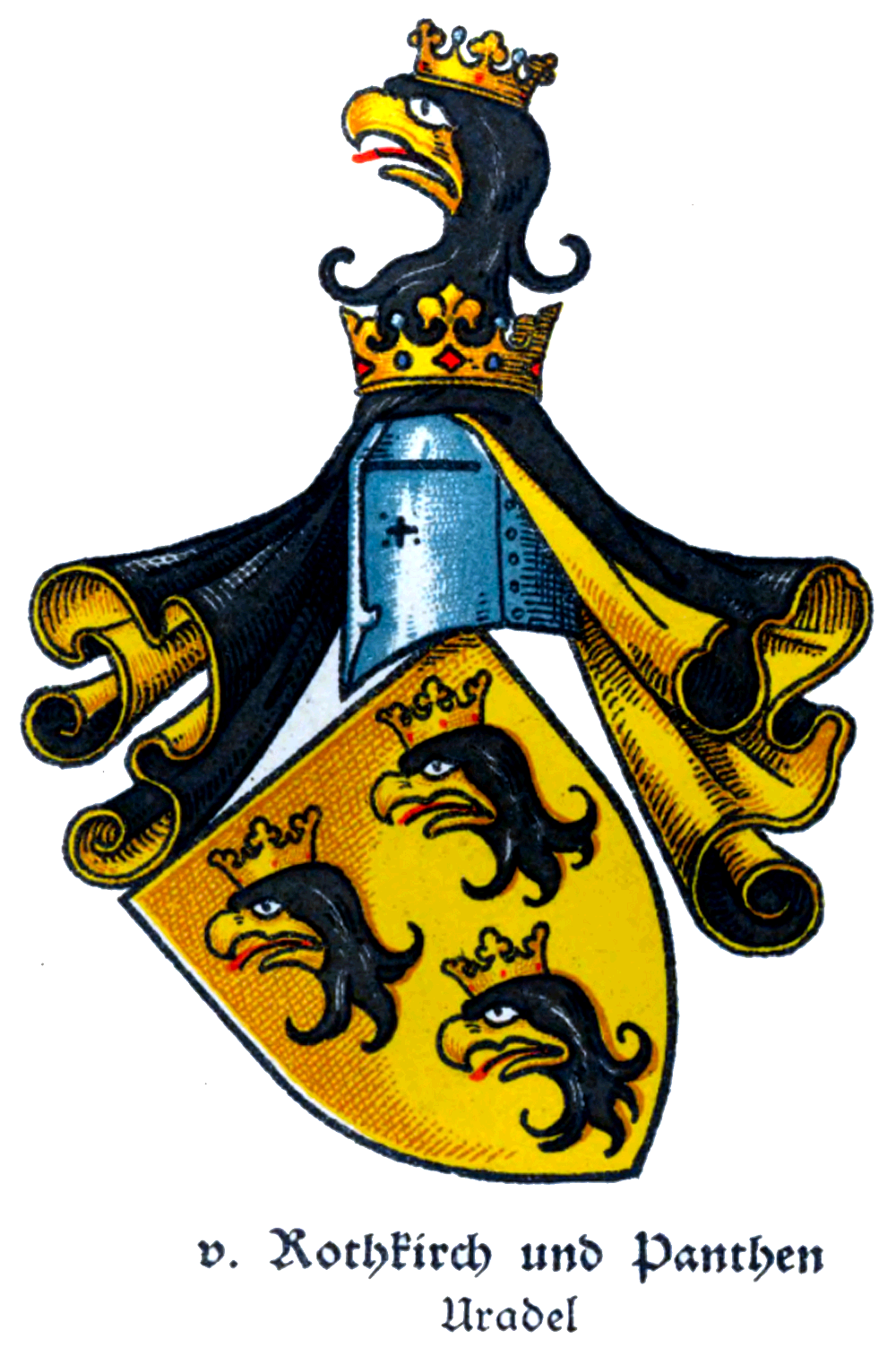
Stammwappen derer von Rothkirch
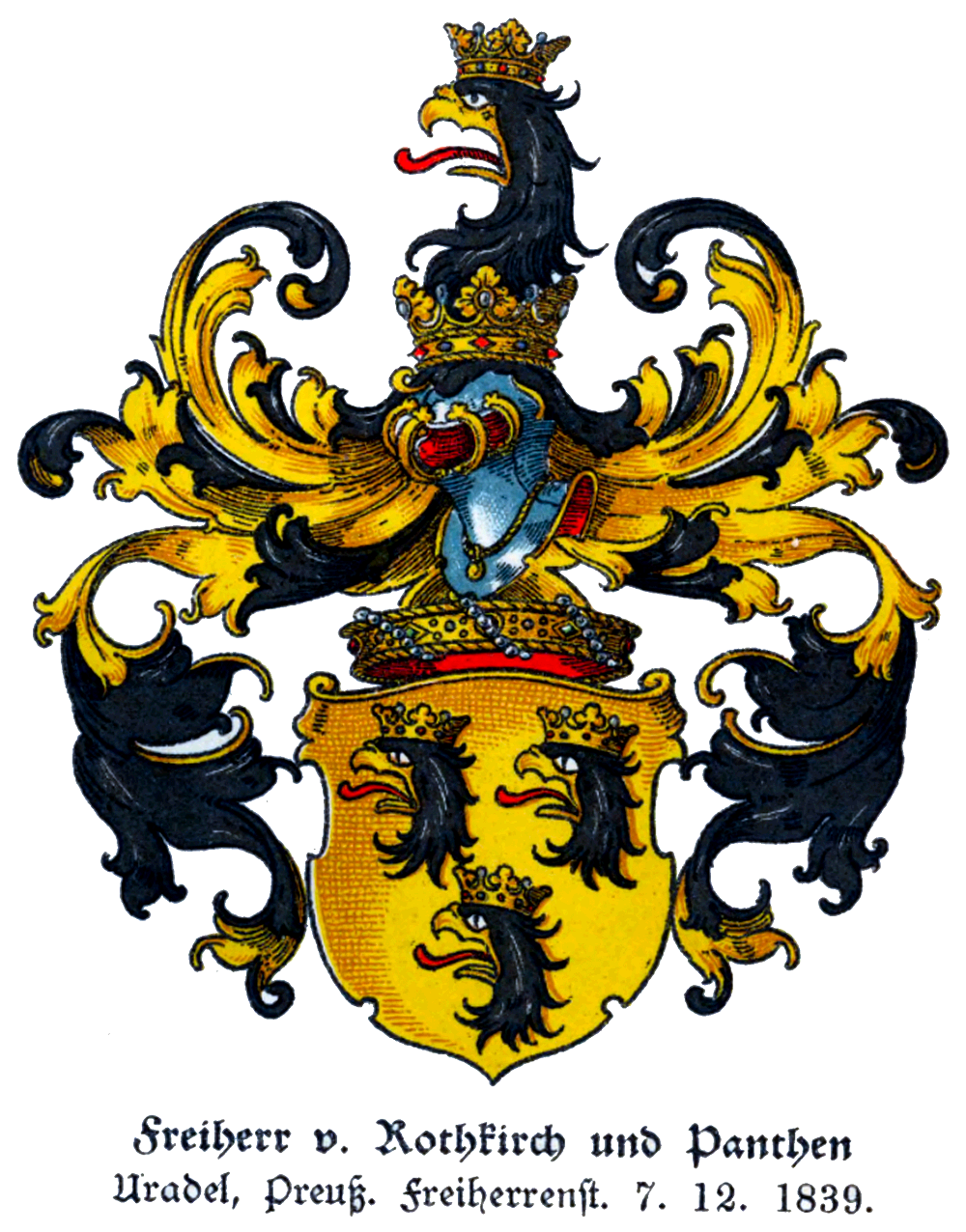
Wappen der Freiherrn von Rothkirch
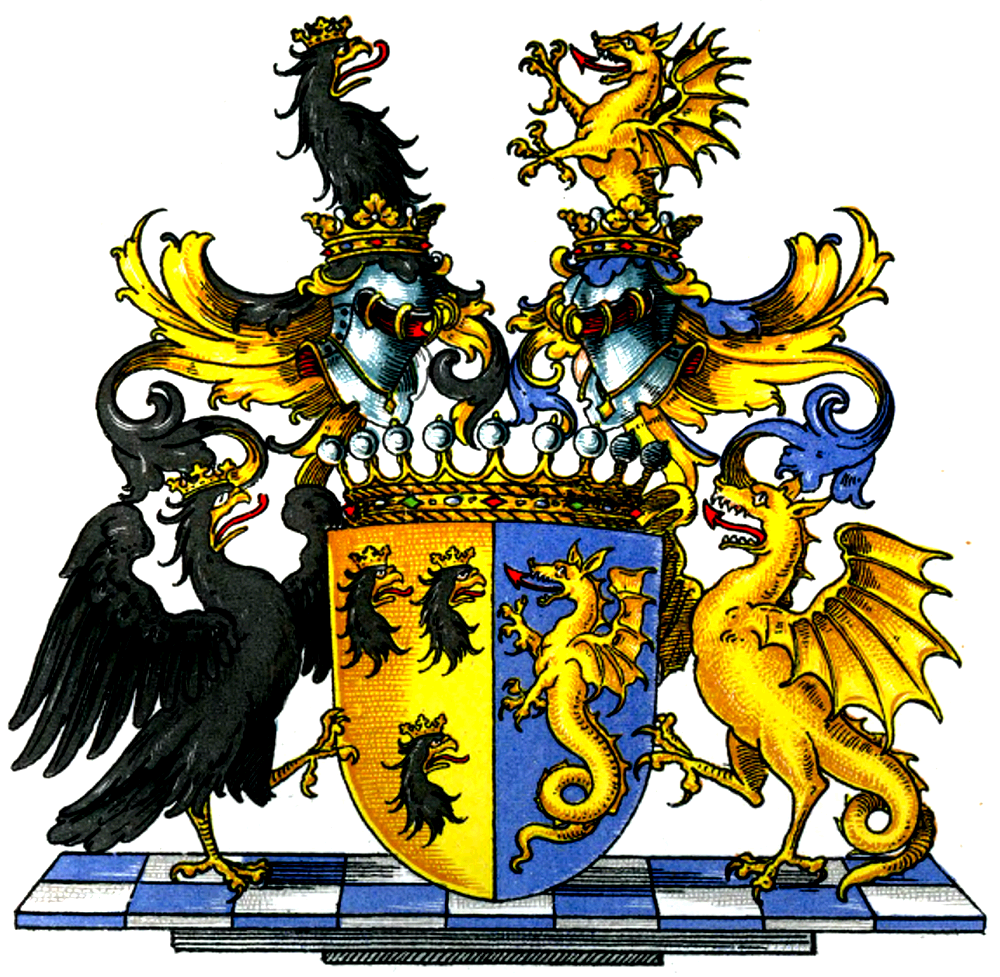
Wappen der Grafen von Rothkirch und Trach

### Monographien
- Ulrich v. Hassel: Eberhard v. Rothkirch u. Panthen (1852–1911). Ein Lebensbild nach Briefen und Aufzeichnungen, Berlin 1912.
- Gerhard Zimmermann: Eberhard von Rothkirch–Ein Vater der deutschen Christlichen Vereine junger Männer. Giessen 1958.
- Elly v. Rothkirch u. Panthen: Erinnerungen.[12]